# Masakr v obci Komsomolskoje
Masakr v obci Komsomolskoje byl spáchán v březnu 2000 v obci Komsomolskoje (rusky Гой-Чу, Комсомольское (za sovětské éry), Бачин-Котар, Садин-Котар, Сади-Котар, Саади-Котар, čečensky ГӀой-Чу) v Čečensku za druhé čečenské války.
Významnou událostí tohoto incidentu se stal osud skupiny asi 72 čečenských bojovníků, kteří se vzdali ruskému vojsku dne 20. března po veřejném příslibu, že se jim nic nestane, pokud se vzdají. Přitom téměř všichni buď přišli o život nebo násilně „zmizeli“ krátce poté, co byli zajati. 

## Masakr 2000
Podle korespondenta týdeníku Newsweek Owena Matthewse, který navštívil ruiny obce Komsomolskoje krátce po skončení incidentu, uviděl nejméně 11 čečenských bojovníků a prohlásil:
| „ | Je jasné, že mnozí nepřišli o život v bitvě. Nejméně jeden měl ruce svázané silným drátem a hlavu rozseknutou rýčem, jiný měl vyříznutý jazyk. Další tři měli uřezané uši. Jeden z přítomných ruských vojáků přitom žertoval, že přišli o uši, poněvadž příliš mnoho slyšeli. | “ |

Vojenská pěchotní škola ve Fort Benning zveřejnila, že „ruské ministerstvo pro mimořádné situace pověřené odklízením těl civilistů a jejich přepravou do blízké vesnice k identifikaci .. odklízelo těla na břehu řeky, z nichž některá měla uřezané uši, nosy nebo prsty. Důvod zohavení těl stejně jako pachatel nebyl znám.“
V rozhovoru s přední ruskou organizací pro lidská práva Memorial popsal v roce 2003 Rustam Azizov, který zajetí v Čečensku přežil a jehož paže musela být později kvůli nedostatku lékařské péče amputována, extrémní utrpení při nástupu do zajetí, které zahrnovalo těžké bití a mučení poté, co byl převezen do filtračního tábora v Urus-Martanu. Dále vypověděl, že byl svědkem, jak zranění Čečenci byli drceni pásy tanků, ubiti k smrti pažbami či dokonce rýči, jak „do sklepů, kam jsme snášeli naše raněné s uřezanými končetinami, byly vhazovány granáty nebo zakládány požáry“, masového zabíjení zajatců, kteří se vzdali na základě veřejného příslibu amnestie Vladimirem Putinem dne 20. března a toho, jak "zmizelí" zajatci byli přinuceni kopat vlastní hroby.